# Маргарет Макдональд Макінтош
Маргарет Макдональд Макінтош (англ. Margaret MacDonald Mackintosh; 5 листопада 1864, Тіптон поблизу Вулвергемптона — 10 січня 1933, Лондон) — шотландська художниця, одна з найвидатніших представниць художнього стилю модерн.

## Життя та творчість
Маргарет народилася в сім'ї гірничого інженера. У 1890 році родина Макдональд переїхала до Глазго, де Маргарет та її сестра Френсіс розпочали навчання у Школі мистецтв Глазго. У 1899 році вона відвідала Ліверпуль, разом з архітектором і художником Чарльзом Ренні Макінтошем, за якого в 1900 році вийшла заміж.
Чарльз Макінтош із Маргарет, її сестрою Френсіс та чоловіком Френсіс, Джеймсом Г. Макнейром, заснували у Глазго художню групу «Четвірка» (The Four), яка здійснила величезний вплив на шотландську школу модерну. У 1900 році Чарльз, Маргарет, Френсіс та Джеймс представили свої роботи на Віденській Сецесії. Творчість шотландців не залишилась поза увагою і справила враження на таких майстрів пензля, як Густав Клімт і Йозеф Гофман.
У зв'язку із погіршенням стану здоров'я, після 1921 року Маргарет більш не займалася художньою діяльністю.
Творчість Маргарет Макдональд Макінтош стосується переважно областей прикладного мистецтва і дизайну. Вона працювала з різними матеріалами — металом, тканинами, займалася вишивкою тощо. Художниця була особливо успішною і затребуваною в дизайні внутрішніх приміщень. Маргарет розробляла планування і робила ескізи для чайних салонів і житлових приміщень. Спочатку вона працювала разом зі своєю сестрою, теж художницею, а потім — із чоловіком.
Маргарет вважається провідною жінкою-художником стилю модерн у Великій Британії. Також вона займалася живописом і графікою. У 2008 році на аукціоні Крістіс були продані дві художні панелі роботи М. М. Макінтош — «Серце троянди» (1901) і «Троянда біла і троянда червона» (1902) — за 490.000 і 1.700.000 фунтів стерлінгів відповідно.

## Галерея

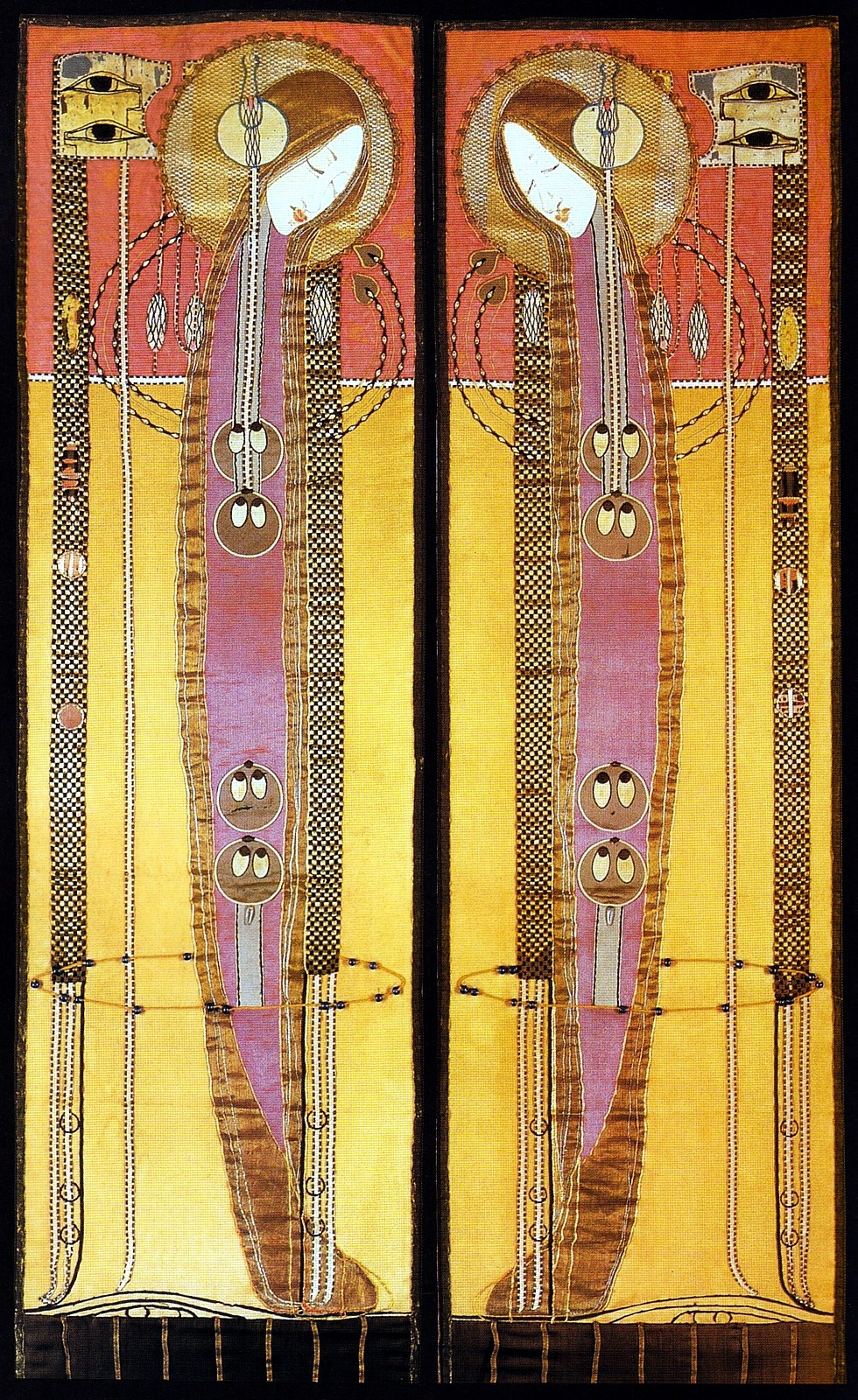
Художні панелі (1902)
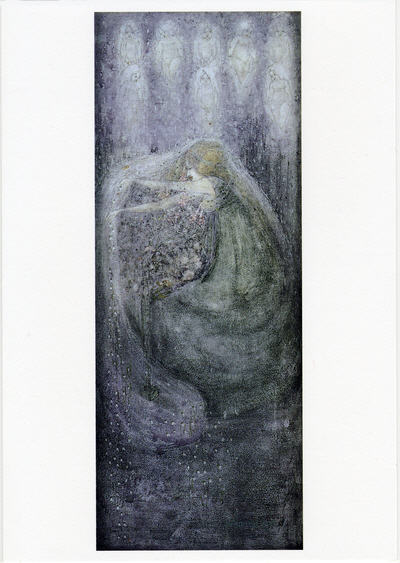
Зима
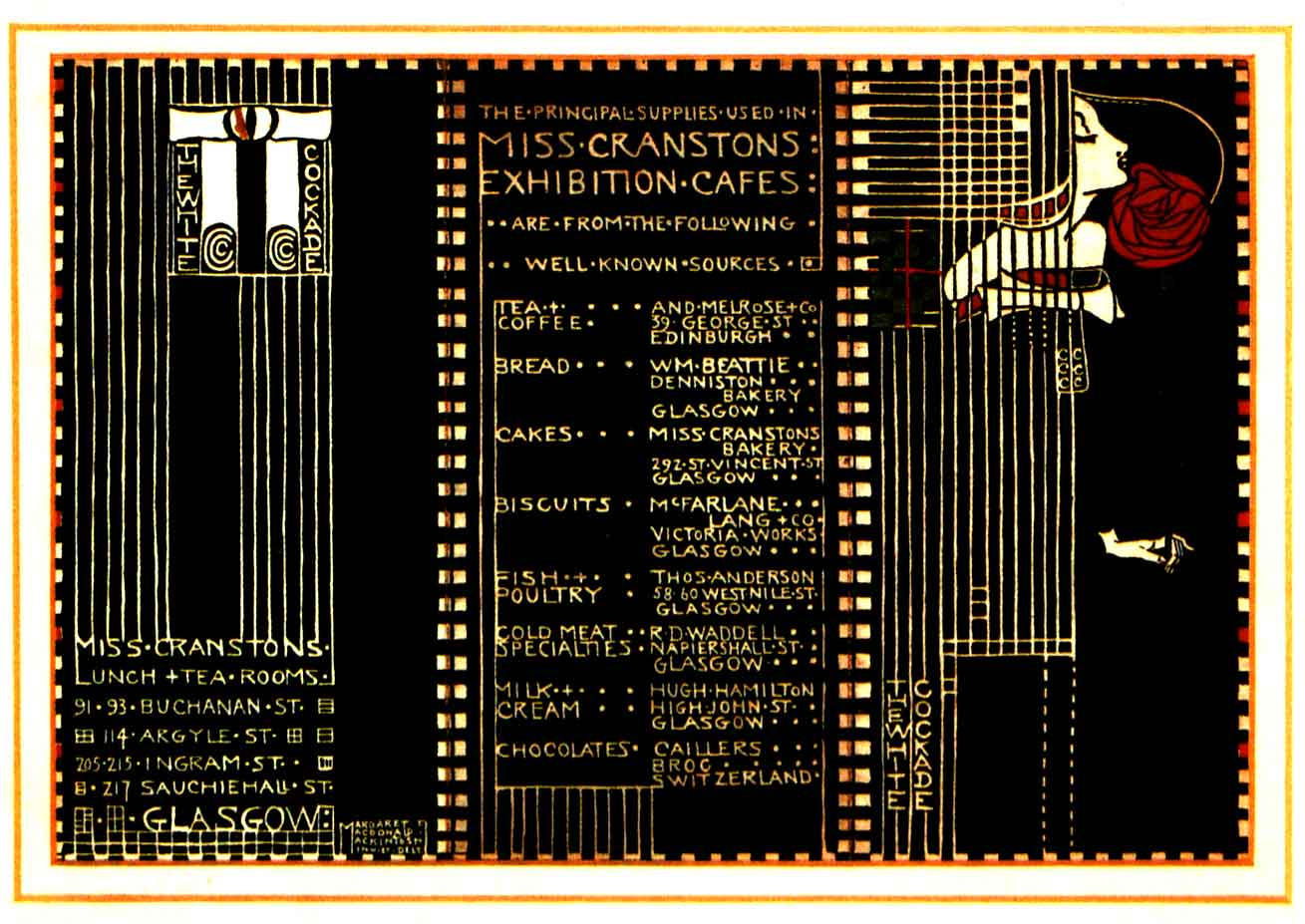
Постер до виставки в кафе місіс Кранстон
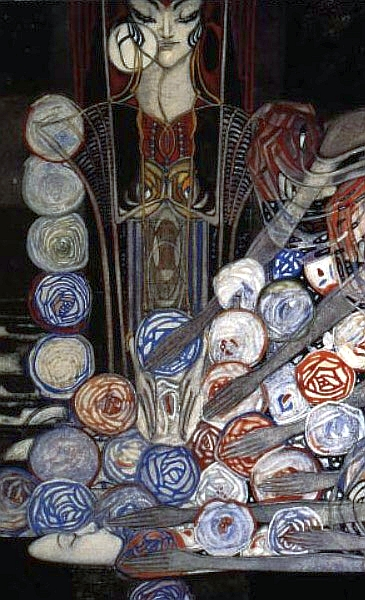
Смерть парфумерії (1921)
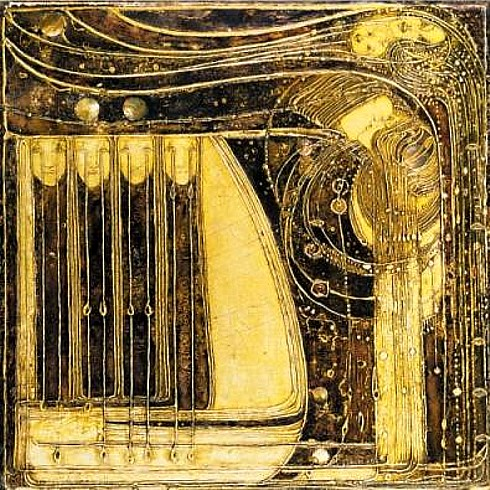
Опера вітрів (1903)
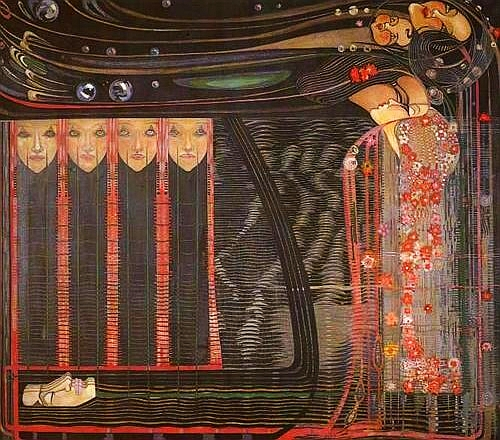
Опера морів (1915)
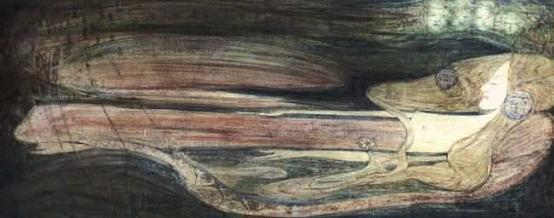
Офелія
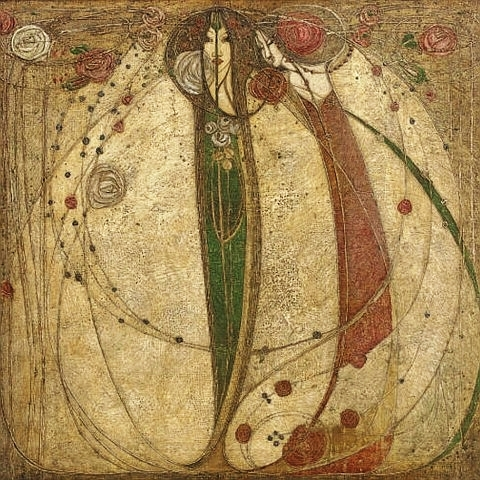
Троянда біла і троянда червона (1902)
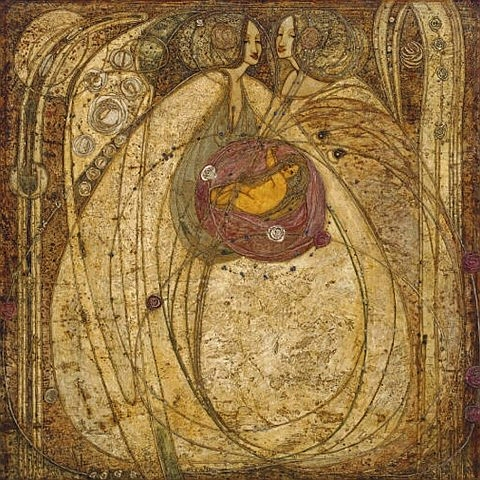
Серце троянди (1901)
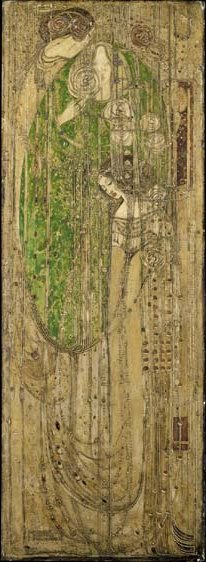
У лісі серед пусток
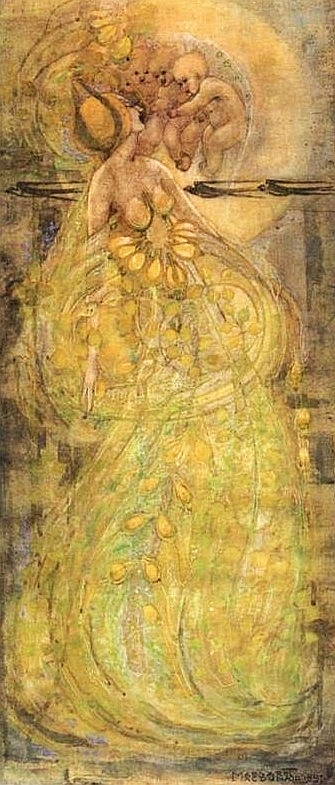
Літо (1897)
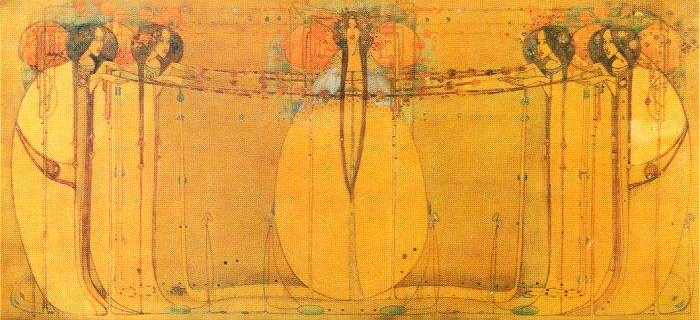
Королева травня (1900)